# Robert Emmet Lucey
Robert Emmet Lucey (ur. 16 marca 1891 w Los Angeles, zm. 1 sierpnia 1977 w San Antonio) – amerykański duchowny rzymskokatolicki, biskup Amarillo i arcybiskup San Antonio.

## Życiorys
Ukończył studia na St. Vincent’s College i St. Patrick’s Seminary, a następnie studia podyplomowe na Papieskim Kolegium Północnoamerykańskim w Rzymie oraz na Atheneum Papieskim Propaganda Fide zakończone uzyskaniem doktoratu z teologii. 14 maja 1916 otrzymał święcenia prezbiteriatu z rąk łacińskiego patriarchy Konstantynopola Giuseppe Ceppetellego i został kapłanem diecezji Monterey-Los Angeles (1 czerwca 1922 został inkardynowany do nowo powstałej diecezji Los Angeles-San Diego).
Po studiach powrócił do swojej diecezji, gdzie pracował duszpastersko. W 1920 został dyrektorem diecezjalnych organizacji charytatywnych, a w 1925 dyrektorem diecezjalnych szpitali.
10 lutego 1934 papież Pius XI mianował go biskupem Amarillo w Teksasie. 1 maja 1934 w katedrze św. Wibiany w Los Angeles przyjął sakrę biskupią z rąk delegata apostolskiego w Stanach Zjednoczonych abpa Amleto Giovanniego Cicognaniego. Współkonsekratorami byli biskup Los Angeles-San Diego John Joseph Cantwell oraz biskup Reno Thomas Kiely Gorman. Ingres odbył 16 maja 1934.
21 stycznia 1941 papież Pius XII wyznaczył go arcybiskupem San Antonio. Zarówno w Amarillo, jak i w San Antonio abp Lucey angażował się w obronę słabo wynagradzanych pracowników, głównie pochodzenia meksykańskiego i afroamerykańskiego – San Antonio znane było wówczas z taniej siły roboczej z Meksyku. Sam nakazał wypłacać sprawiedliwe pensje, ustalone ze związkami zawodowymi, pracownikom zatrudnionym przy inwestycjach prowadzonych przez archidiecezję. Za swoją działalność został okrzyknięty przez Time najbardziej świadomym społecznie new dealerem wśród hierarchii rzymskokatolickiej. W 1945 założył Komitet Biskupów ds. Osób Mówiących po Hiszpańsku, na czele którego stał do 1969.
W 1950 z nominacji prezydenta Harry'ego Trumana został członkiem komisji do spraw pracowników migracyjnych. Arcybiskup Lucey wygłosił przemówienie na inauguracji prezydenckiej Lyndona B. Johnsona, a następnie był członkiem rady doradczej prezydenta Johnsona ds. walki z ubóstwem.
Dbał również o komunikację z wiernymi. Założył gazetę archidiecezjalną i rozwinął duszpasterstwo wśród Latynosów i Afroamerykanów. Jako ojciec soborowy wziął udział w soborze watykańskim II.
31 grudnia 1970 w wieku 80 lat zrezygnował z kierowania arcybiskupstwem i udał się na emeryturę. Rezygnacja została wymuszona przez Watykan z powodu konfliktu pomiędzy nim a częścią duchowieństwa archidiecezji, które zarzucało mu zbyt scentralizowane zarządzanie arcybiskupstwem. Otrzymał wówczas arcybiskupstwo tytularne Tauromenium. Na emeryturze abp Lucey oddał się ewangelizacji, także z wykorzystaniem nowoczesnych środków komunikacji. Od 1972 wycofał się z życia publicznego z powodu problemów zdrowotnych.